# Boyfriend (singel Big Time Rush)
"Boyfriend" piosenka pop amerykańskiego zespołu Big Time Rush, wyprodukowana i stworzona przez Lucasa Secona i Wayne'a Hectora. W oryginalnej wersji utworu rapuje Snoop Dogg, a w drugiej New Boyz. Singiel został wydany w formacie digital download, 8 lutego 2011.
Piosenka pojawiła się w odcinku "Big Girlfriends Time". Zespół wykonała ją wraz z Snoop Doggiem na Kids Choice Awards 2011.

## Oficjalne wersje piosenki
- Album Version - 3:21
- Single Version (featuring Snoop Dogg) - 3:35
- Remix Version (featuring New Boyz) - 3:34
- Jump Smokers Radio Mix - 2:49
- Jump Smokers Radio Remix - 3:16

## Teledysk
Jego akcja dzieje się w roku 2099 podczas imprezy. W wideoklipie pokazani są członkowie zespołu. Kendall pije drinka razem z dziewczyną. James tańczy z dwoma dziewczynami na zewnątrz. Logan pływa w basenie, a Carlos tak jak James tańczy z dziewczyną. Co jakiś czas pojawia się Snoop Dogg i rapuje swoją kwestię.